# The Incredible Shrinking Dickies
The Incredible Shrinking Dickies é o álbum de estréia da banda americana de punk rock The Dickies, lançado em 1979.

## Lista de faixas
1. "Give It Back"
2. "Poodle Party"
3. "Paranoid"
4. "She"
5. "Shadow Man"
6. "Mental Ward"
7. "Eve Of Destruction"
8. "You Drive Me Ape (You Big Gorilla)"
9. "Waterslide"
10. "Walk Like An Egg"
11. "Curb Job"
12. "Shake & Bake"
13. "Rondo (The Midgets Revenge)"